# Chromis bami
Chromis bami là một loài cá biển thuộc chi Chromis trong họ Cá thia. Loài này được mô tả lần đầu tiên vào năm 1992.

## Từ nguyên
Từ định danh bami được đặt theo tên của luật sư kiêm nhiếp ảnh gia Foster Bam, bạn và cũng từng là đồng nghiệp của các tác giả.

## Phạm vi phân bố và môi trường sống
C. bami được tìm thấy tại Tonga, quần đảo Pitcairn và quần đảo Australes, cũng như tại đảo Rarotonga (quần đảo Cook) và quần đảo Société, được quan sát và thu thập ở độ sâu khoảng 12–45 m.

## Mô tả
C. bami có chiều dài cơ thể lớn nhất được ghi nhận là 6 cm. Cơ thể hoàn toàn có màu xanh lục nâu, trừ cuống đuôi và vây đuôi là màu trắng, với một đốm đen lớn ở gốc vây ngực.
Số gai ở vây lưng: 12; Số tia vây ở vây lưng: 13–14; Số gai ở vây hậu môn: 2; Số tia vây ở vây hậu môn: 12–14; Số gai ở vây bụng: 1; Số tia vây ở vây bụng: 5; Số đốt sống: 26.

## Sinh thái học
Thức ăn của C. bami là động vật phù du. Cá đực có tập tính bảo vệ và chăm sóc trứng; trứng có độ dính và bám vào nền tổ.